# 41.º Batallón Aéreo de Reemplazo
El 41.º Batallón Aéreo de Reemplazo (41. Flieger-Ersatz-Abteilung) fue una unidad de la Luftwaffe de la Alemania nazi.

## Historia
Fue formado el 1 de abril de 1937 en Fráncfort del Oder. El 1 de abril de 1939 es reasignado al I Batallón de Instrucción del 41.º Regimiento de Instrucción Aérea.

## Comandantes
- Coronel Hans Schüz (1 de marzo de 1939 - 1 de abril de 1939)